# Coupe de Suisse masculine de handball
La Coupe du Suisse masculine de handball est une compétition à élimination directe opposant des clubs masculins de handball créée en 1979 pour deux éditions puis en 1997.

## Bilan
| Rang | Club                     | Nombre | Années                                                     |
| ---- | ------------------------ | ------ | ---------------------------------------------------------- |
| 1    | Kadetten Schaffhouse     | 10     | 1999, 2004, 2005, 2007, 2008, 2011, 2014, 2016, 2021, 2024 |
| 2    | Wacker Thoune            | 6      | 2002, 2006, 2012, 2013, 2017, 2019                         |
| 3    | Pfadi Winterthur         | 5      | 1998, 2003, 2010, 2015, 2018                               |
| 4    | TSV St. Otmar Saint-Gall | 4      | 1980, 1981, 2000, 2001                                     |
| 5    | ZMC Amicitia Zurich      | 1      | 2009                                                       |
| 5    | GC Amicitia Zurich       | 1      | 2022                                                       |
| 5    | HC Kriens-Lucerne        | 1      | 2023                                                       |

## Palmarès par édition
Le palmarès est :
| Saison                      | Vainqueur                                   | Score                                       | Finaliste                                   |
| --------------------------- | ------------------------------------------- | ------------------------------------------- | ------------------------------------------- |
| 1979-1980                   | TSV St. Otmar Saint-Gall                    | 29 – 20                                     | Grasshopper Club Zurich                     |
| 1980-1981                   | TSV St. Otmar Saint-Gall                    | 17 – 13                                     | ZMC Amicitia Zurich                         |
| Non disputée de 1982 à 1997 |                                             |                                             |                                             |
| 1997-1998                   | Pfadi Winterthur                            | 32 – 25                                     | TSV St. Otmar Saint-Gall                    |
| 1998-1999                   | Kadetten Schaffhouse                        | 30 – 27                                     | TV Suhr                                     |
| 1999-2000                   | TSV St. Otmar Saint-Gall                    | 23 – 19                                     | Wacker Thoune                               |
| 2000-2001                   | TSV St. Otmar Saint-Gall                    | 30 – 24                                     | Pfadi Winterthur                            |
| 2001-2002                   | Wacker Thoune                               | 27 – 25                                     | TSV St. Otmar Saint-Gall                    |
| 2002-2003                   | Pfadi Winterthur                            | 34 – 31                                     | Grasshopper Club Zurichs                    |
| 2003-2004                   | Kadetten Schaffhouse                        | 32 – 24                                     | BSV Berne                                   |
| 2004-2005                   | Kadetten Schaffhouse                        | 34 – 28                                     | Pfadi Winterthur                            |
| 2005-2006                   | Wacker Thoune                               | 29 – 28ap                                   | TV Suhr                                     |
| 2006-2007                   | Kadetten Schaffhouse                        | 24 – 22                                     | TV Suhr                                     |
| 2007-2008                   | Kadetten Schaffhouse                        | 41 – 38ap                                   | ZMC Amicitia Zurich                         |
| 2008-2009                   | ZMC Amicitia Zurich                         | 45 – 31                                     | BSV Berne                                   |
| 2009-2010                   | Pfadi Winterthur                            | 26 – 23                                     | GC Amicitia Zurich                          |
| 2010-2011                   | Kadetten Schaffhouse                        | 34 – 30                                     | BSV Berne                                   |
| 2011-2012                   | Wacker Thoune                               | 29 – 26                                     | Kadetten Schaffhouse                        |
| 2012-2013                   | Wacker Thoune                               | 30 – 26                                     | Kadetten Schaffhouse                        |
| 2013-2014                   | Kadetten Schaffhouse                        | 27 – 22                                     | Pfadi Winterthur                            |
| 2014-2015                   | Pfadi Winterthur                            | 26 – 25                                     | BSV Berne                                   |
| 2015-2016                   | Kadetten Schaffhouse                        | 32 – 28                                     | TSV St. Otmar Saint-Gall                    |
| 2016-2017                   | Wacker Thoune                               | 35 – 26                                     | TV Endingen                                 |
| 2017-2018                   | Pfadi Winterthur                            | 33 – 30                                     | BSV Berne                                   |
| 2018-2019                   | Wacker Thoune                               | 30 – 25                                     | Kadetten Schaffhouse                        |
| 2019-2020                   | Annulée à cause de la pandémie de Covid-19. | Annulée à cause de la pandémie de Covid-19. | Annulée à cause de la pandémie de Covid-19. |
| 2020-2021                   | Kadetten Schaffhouse                        | 22 – 21                                     | HC Kriens-Lucerne                           |
| 2021-2022                   | GC Amicitia Zurich                          | 30 – 28ap                                   | Pfadi Winterthur                            |
| 2022-2023                   | HC Kriens-Lucerne                           | 32 – 30                                     | Kadetten Schaffhouse                        |
| 2023-2024                   | Kadetten Schaffhouse                        | 32 – 30                                     | RTV 1879 Bâle                               |